# 布萊梅 (歌曲)
布萊梅（日语： Bure-men */?）是日本的日系搖滾樂團Yorushika的歌曲。最早於2022年7月4日由日本環球音樂發行公布於各大平台上。

## 概述
此作為Yorushika的第九個配信作品，並同時為繼又三郎、老人與海和向月吠叫，為以文學為母題所創作的歌曲。此曲取材自格林童話《布萊梅的樂隊》。CD封面圖為加藤隆所做。

## 收錄
| 音樂配信 | 音樂配信   | 音樂配信 | 音樂配信 |
| 曲序     | 曲目       | 词曲     | 时长     |
| -------- | ---------- | -------- | -------- |
| 1.       | 《布萊梅》 | n-buna   | 4:40     |
| 总时长： | 总时长：   | 总时长： | 4:40     |